# Tenkrát v ráji
Tenkrát v ráji je český film režisérů Lordana Zafranoviće, Petera Pálky a Daniela Krzywoně z roku 2016 inspirovaný skutečnými událostmi, resp. životem českého horolezce Josefa Smítky. Hlavního hrdinu Josefa Smítku hraje vodní slalomář Vavřinec Hradilek, pro kterého je to herecký debut.

## Výroba
Natáčení filmu začalo v říjnu 2015, mezi lokacemi natáčení byly například Český ráj, Tatry nebo Terezín.

## Obsazení
| Vavřinec Hradilek            | Joska                                                               |
| Vica Kerekes                 | Vlasta Brázdová, horolezkyně a spisovatelka                         |
| Miroslav Etzler              | Otakar (Ota) Brázda, manžel Vlasty, malíř                           |
| Petr Šmíd                    | horolezec Heinrich Friedel, kamarád Josky, později bankovní úředník |
| Jürgen Heinrich              | Heinrich Friedel ve stáří                                           |
| Kryštof Rímský               | horolezec Láďa, kamarád Josky a Heinricha                           |
| Marek Geišberg               | horolezec Fifan, kamarád Josky a Heinricha                          |
| Beáta Kaňoková               | horolezkyně Bláža, kamarádka Josky a Heinricha                      |
| Jan Budař                    | Horst Gerke, horolezec, major SS                                    |
| Petr Buchta                  | německý horolezec Kauschka, Joskův a Heinrichův kamarád             |
| Pavel Rímský                 | otec Smítky, železniční dělník                                      |
| Attila Mokos                 | hostinský Nedbal                                                    |
| Ondřej Havelka               | otec Heinricha, Heinrich Friedel, ředitel bankovní pobočky          |
| Claudia Vašeková             | matka Heinricha                                                     |
| Karolína Urbanová/Morschlová | Johanka, dcera Vlasty jako dítě                                     |
| Simona Stašová               | Johanka, dcera Vlasty jako dospělá                                  |
| Denny Ratajský               | strážník zatýkající Josku                                           |
| Jakub Zindulka               | četník Kolomazník                                                   |
| Dominik Truc                 | četník                                                              |

## Podobné filmy
- V roce 2011 natočil David Svárovský retrodokumentární grotesku Tenkrát v ráji, aneb damals im paradies, která dokumentuje první německý a první český výstup na ikonickou věž Kobylu v Příhrazích v Českém ráji, i zde vystupuje Josef Smítka.[4]

## Recenze
- Mirka Spáčilová, iDNES.cz